# Mount Alberta
Der Mount Alberta ist ein 3619 Meter hoher Berg im Jasper-Nationalpark in der kanadischen Provinz Alberta. Er gehört zu den höchsten Gipfeln der kanadischen Rocky Mountains.

## Geografie
Der Mount Alberta liegt nördlich des Columbia-Eisfelds, am östlichen Ufer des Athabasca River. Er bildet den höchsten Punkt der Sir Winston Churchill Range.

## Namensgebung
Benannt wurde der Berg, wie die gleichnamige Provinz, nach Prinzessin Louise Caroline Alberta von Großbritannien und Irland, einer Tochter der britischen Königin Victoria.

## Besteigungsgeschichte
Die Erstbesteigung erfolgte am 21. Juli 1925 durch die japanischen Bergsteiger Maki Yūkō, Seiichi Hashimoto, Masanobu Hatano, Tanezo Hayakawa, Yukio Mita und Natagene Okabe, sowie durch die Schweizer Bergführer Heinrich Fuhrer, Hans Kohler und Jean Weber. Die Besteigung des Mount Alberta gilt als sehr anspruchsvoll und zeichnet sich durch einen hohen Schwierigkeitsgrad aus.